# 상랑
상랑(向朗, 167년 이전 ~ 247년)은 중국 삼국 시대 촉한의 정치가로, 자는 거달(巨達)이며 형주(荊州) 양양군(襄陽郡) 의성현(宜城縣) 사람이다.

## 행적
《삼국지》 권41 곽왕상장양비전에 자신의 전이 있다.
《양양기》에 따르면, 젊어서 사마휘(司馬徽)에게 사사했고, 서서(徐庶), 방통(龐統), 한숭과 서로 좋은 관계를 맺었다.
형주목 유표(劉表)에게 등용되어 임저장(임저현의 현장)이 되었다. 유표가 죽자 유비(劉備)에게 귀순했고, 자귀·이도·무산·이릉 4현을 감독했다. 유비가 촉을 평정하자 파서태수가 되었고, 장가, 방릉으로 전임되었으며, 유선(劉禪)이 즉위하자 보병교위가 되고 죽은 왕련을 대신하여 승상장사가 되었다. 마속(馬謖)이 달아나는 것을 묵인하여, 면직되어 성도로 보내졌다. 얼마 후 광록훈이 되고, 제갈량(諸葛亮) 사후 좌장군, 행승상사가 되었고 현명정후에 봉해졌으며 특진의 위에 올랐다.
그러나 승상장사에서 면직된 후로는 공무에서 해방되어 고전 연구에 마음을 두고 손에서 책을 놓지 않으며 80세가 넘어서도 스스로 서적을 교감하여 오류를 고쳤다. 많은 빈객을 맞아들이고 널리 제자를 받아들였으며 고전의 뜻을 논의할 뿐, 세상사에 관여하지 않아 칭찬받으며 위아래로 널리 존경받았다. 연희 10년(247년)에 죽었다. 아들 상조가 뒤를 이었다.

## 상랑의 친족관계
상조는 경요 연간(258년~263년)에 어사중승이 되었다. 《양양기구기(襄陽耆舊記)》에 따르면 자를 문표(文豹)라 하며, 서진에서는 강양태수 · 남중군사마를 지냈다.

### 관련 인물
상총

## 같이 보기
- 삼국지 인물 목록